# Jegor Miechoncew
Jegor Miechoncew, ros. Егор Леонидович Мехонцев  (ur. 14 listopada 1984 w Asbiest) – rosyjski bokser, mistrz olimpijski, mistrz świata i dwukrotny mistrz Europy.
Mistrz świata amatorów z 2009 roku w Mediolanie. Dwukrotny mistrz Europy (2008, 2010). Mistrz Rosji amatorów w wadze ciężkiej w 2008 roku. Na igrzyskach olimpijskich 2012 w Londynie zdobył złoty medal w kategorii do 81 kg. 

## Odznaczenia
- Order Przyjaźni (13 sierpnia 2012) – za wielki wkład w rozwój kultury fizycznej i sportu, wysokie osiągnięcia sportowe na zawodach XXX Olimpiady 2012 roku w mieście Londynie (Wielka Brytania)[1]